# Belogradets
Belogradets (Bulgaars: Белоградец) is een dorp in het noordoosten van Bulgarije. Het dorp is gelegen in de gemeente Vetrino, oblast Varna. Het dorp ligt ongeveer 48 km ten noordwesten van Varna en 333 km ten noordoosten van de hoofdstad Sofia.

## Bevolking
Op 31 december 2020 telde het dorp Belogradets 1.161 inwoners. Het aantal inwoners vertoont al tientallen jaren een dalende trend: in 1934 woonden er nog 4.613 personen in het dorp.
| Bevolkingsontwikkeling van Belogradets tussen 1934 en 2020 |
| ---------------------------------------------------------- |
|                                                            |
| ■ Volkstellingen ■ Schatting                               |

In het dorp wonen grotendeels etnische Turken, maar er is ook een grote minderheid van Bulgaren en kleine aantallen Roma. In 2011 identificeerden 673 van de 997 ondervraagden zichzelf als etnische Turken, oftewel 67,5% van alle ondervraagden. De overige ondervraagden noemden zichzelf vooral etnische Bulgaren (276 personen, oftewel 27,7%) of Roma (19 personen, 1,9%).
| Etnische samenstelling van de respondenten (2011) | Etnische samenstelling van de respondenten (2011) | Etnische samenstelling van de respondenten (2011) | Etnische samenstelling van de respondenten (2011) | Etnische samenstelling van de respondenten (2011) |
| ------------------------------------------------- | ------------------------------------------------- | ------------------------------------------------- | ------------------------------------------------- | ------------------------------------------------- |
|                                                   |                                                   |                                                   |                                                   |                                                   |
| Bulgaren                                          | Bulgaren                                          |                                                   | 27,7%                                             | 27,7%                                             |
| Turken                                            | Turken                                            |                                                   | 67,5%                                             | 67,5%                                             |
| Roma                                              | Roma                                              |                                                   | 1,9%                                              | 1,9%                                              |
| Anders/Onbekend                                   | Anders/Onbekend                                   |                                                   | 2,9%                                              | 2,9%                                              |